# Chlamydogramme elata
Chlamydogramme elata är en ormbunkeart som beskrevs av Holtt. Chlamydogramme elata ingår i släktet Chlamydogramme och familjen Tectariaceae. Inga underarter finns listade.